# 埃诺·凯拉

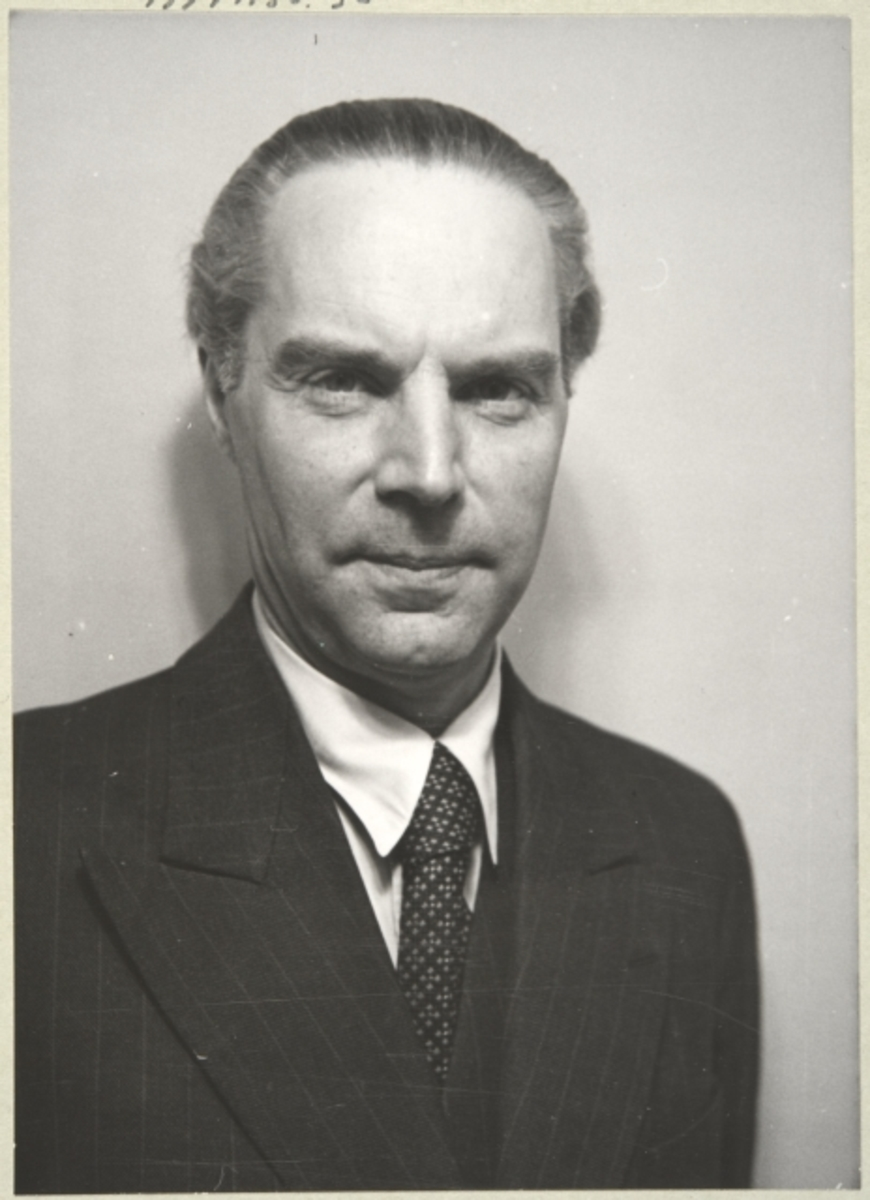
1951年时的凯拉

埃诺·萨卡里·凯拉（芬蘭語：Eino Sakari Kaila，1906年前姓氏为约翰松/Johansson；1890年8月9日—1958年7月31日），芬兰哲学家及心理学家。他是同时期在芬兰起重要影响的文化人物之一。他被认为是自约翰·威廉·斯内尔曼之后芬兰哲学最重要的领导人物。
1919至1929年间凯拉在赫尔辛基大学担任心理学讲座教授，1921至1930年间在图尔库大学担任该校第一任哲学教授，1930至1948年间在赫尔辛基大学担任理论哲学教授，1948至1958年间在芬兰科学院首任哲学院士。
凯拉曾涉及多个领域，除了哲学和心理学之外，他还在研究过物理和戏剧。凯拉在思维上具有连贯的科学性，并试图全面地去解释现实概念，以及强调以哲学为中心来逐步解决问题。他试图去发现各种人文学科和自然科学领域内共同的原理。凯拉最著名的学生乔治·亨里克·冯·弗里克特形容凯拉为优秀的教师、杰出的科学家和多重的个性。